# Св. св. Петър и Павел (Ветрен)
Вижте пояснителната страница за други значения на Свети апостоли Петър и Павел.
„Св. св. Петър и Павел“ е българска църква в село Ветрен, община Невестино, област Кюстендил.
Представлява еднокорабна едноапсидна постройка. От надпис на перилото на балкона се установява, че е построена през 1899 г. от майсторите Петре Стоилов Атанасов, Лазо Ангелов и Мите Тачов, а иконите са рисувани от Иван Костадинов (1850 – 1917) от Петрич и Аце Костадинов от село Буф, днес в Република Гърция.
Църквата чества светите апостоли на 29 юни и на 30 юни.